# Ensigha
Ensigha ou N'Sigha (em árabe: انسيغة) é uma cidade e comuna localizada na província de Khenchela, Argélia. Segundo o censo de 2008, a população total da cidade era de 9 257 habitantes.